# Mars 1785
Cette page présente les faits marquants du mois de mars 1785.

## Événements
- États-Unis : la Mount Vernon Conference a lieu dans la maison de George Washington à Mount Vernon. Elle réunit les délégués de la Virginie et du Maryland et précède la convention d'Annapolis de l'année suivante et est un précurseur de la convention de Philadelphie qui a vu la rédaction de la Constitution des États-Unis.
- 10 mars : création de la Compagnie des Philippines par l'Espagne (Compañia de Filipinas)[1].
- 13 mars : échec du siège de Phuket par les Birmans[2].
- 23 mars, France : la loge franc-maçonne "Amitié" de Bordeaux, refuse plusieurs demandes d'adhésions d'ouvriers et gens de métier.

## Naissances
- 7 mars : Alessandro Manzoni, écrivain italien († 22 mai 1873)..
- 8 mars : Jean-François Allard, Général († 23 janvier 1839).
- 16 mars : Heinrich von Diest, général prussien († 8 novembre 1847).
- 21 mars : Woutherus Mol, peintre néerlandais († 30 août 1857).
- 22 mars : Adam Sedgwick, géologue britannique.
- 27 mars : Louis Charles de France, duc de Normandie puis dauphin de France (Louis XVII).

## Décès
- 7 mars : Pons Augustin Alletz (né en 1703), compilateur français.